# 罗马共和国 (1849年)

罗马共和国軍旗

羅馬共和國是一個僅存在四個月的國家，建立於1849年2月，當時的教皇国被卡洛·阿梅利尼、朱塞佩·马志尼和奥雷利·奥沙菲推翻。
先前在教皇国的統治下，猶太教雖具合法地位，同時猶太人可實行猶太教的傳統，但在眾多方面卻受歧視和反對；而除天主教和猶太教外之宗教則遭禁止。羅馬共和國成立後，其憲法保障宗教自由，而教皇有治理天主教教會的權力；此外，羅馬共和國憲法也是世界上第一部明文規定廢除死刑的憲法。

## 歷史
1848年11月15日，教皇国的司法大臣沛黎洛·羅西被刺殺了。第二天羅馬的居民湧滿了街道，各小型的組織要求組織一個民主政府、實施社會改革並向奧地利帝國宣戰。教皇庇护九世趕緊化妝為一位普通的教士離開羅馬，直到其抵達加埃塔——兩西西里王國的堡壘。
由於羅馬突然失去政府，人民決定在1849年1月21日選舉組成新政府。因教皇禁止天主教徒參與這場選舉，故競選的結果傾向於共和黨；到了2月8日，憲法大會宣告羅馬共和國正式成立。
皮埃蒙特人在諾瓦拉戰役中失敗的新聞傳來後，大會宣告了三人執政，三人分別是查尔斯·阿梅尔，马蒂亚蒙泰基和奥雷利奥萨利班，由穆扎热力带领并由奥雷利奥沙菲进行組織。
在羅馬共和國的統治下，教皇失去了國家統治者的角色，僅作羅馬教會的領導者。「三人執政」還通過取消重稅和新增工作職位給失業者。
1849年4月25日，查尔斯·乌迪诺率领法国军队登陆奇维塔韦基亚。6月1日，軍隊围攻羅馬，6月29日，法軍獲勝。6月30日，朱塞佩·加里波第決定从罗马撤退至亚平宁山脉。
1849年7月1日，羅馬共和國與法軍达成停战协议。7月2日，朱塞佩·加里波第率领大约4,000名士兵从罗马撤出，前往圣马力诺共和国避难。法国军队于7月3日进入罗马。
1850年4月，教皇返回罗马。